# Novum Initium
Novum Initium – piąty studyjny album zespołu Masterplan, wydany 14 czerwca 2013 roku. Jest to pierwszy album, na którym wokalistą jest Rick Altzi, basistą Jari Kainulainen (ex-Stratovarius), a perkusistą Martin Škaroupka (Cradle of Filth).

## Lista utworów
1. „Per Aspera Ad Astra” – 1:01
2. „The Game” – 5:30
3. „Keep Your Dream Alive” – 3:48
4. „Black Night of Magic” – 3:41
5. „Betrayal” – 4:44
6. „No Escape” – 4:22
7. „Pray on My Soul” – 4:35
8. „Earth Is Going Down” – 3:46
9. „Return from Avalon” – 4:28
10. „Through Your Eyes” – 5:04
11. „Novum Initium” – 10:17

## Twórcy
- Rick Altzi – wokal
- Roland Grapow – gitara
- Axel Mackenrott – keyboard
- Jar Kainulainen – gitara basowa
- Martin Škaroupka – perkusja